# He's a Pirate
He's a Pirate is een nummer van de soundtrack Pirates of the Caribbean: The Curse of the Black Pearl uit 2003, geschreven en geproduceerd door Klaus Badelt en Hans Zimmer. Het nummer werd voor het eerst gecoverd en op single uitgebracht in 2006 door de Nederlandse DJ Tiësto.

## Pirates Remixed
Pirates Remixed is een verzamelalbum van het nummer He's a Pirate en wordt ook vermeld als EP, en werd nog voor de wereldpremière van de film Pirates of the Caribbean: Dead Man's Chest op 20 juni 2006 uitgebracht door Walt Disney Records. Het album bestaat uit diverse remix-variaties van het nummer He's a Pirate door verschillende dj's, waaronder DJ Tiësto die zijn remixen van het nummer ook kort daarna op single uitbracht.

### Tracklist
1. He's a Pirate (Tiësto Radio Edit) (4:05)
2. He's a Pirate (Pete 'n' Red's Jolly Roger Radio Edit) (3:11)
3. Swords Crossed (Original Score) (3:17)
4. He's a Pirate (Friscia & Lamboy Tribal Treasure Mix) (8:17
5. He's a Pirate (Pelo Verde Remix) (5:14)
6. He's a Pirate (Tiësto Remix) (7:03)
7. He's a Pirate (Pete 'n' Red's Jolly Roger Trance Mix) (5:43)
8. He's a Pirate (Chris Joss Ship Ahoy Tribal Mix) (4:43)
9. Jack Theme Suite (New Score Cue from Pirates of the Caribbean: Dead Man's Chest) (6:11)

Er werd van het album ook nog een andere variatie uitgebracht, die  alleen als muziekdownload werd vrijgegeven.
1. He's a Pirate (Radio Edit Remix) (4:10)
2. He's a Pirate (Tribal Treasure Remix) (8:17)
3. He's a Pirate (Pelo Verde Remix) (5:17)
4. He's a Pirate (Pete 'n' Red's Jolly Roger Trance Remix) (5:44)
5. He's a Pirate (Chris Joss Ship Ahoy Tribal Remix) (4:46)
6. He's a Pirate (Orchestral Remix) (7:04)

## Tiësto Remixen
He's a Pirate is een nummer van de Nederlandse DJ Tiësto en wordt soms ook vermeld als: Pirates of the Caribbean - Dead Man's Chest - Remixes: He's a Pirate (Tiësto Remixes) en als: Klaus Badelt / Tiësto - He's a Pirate (Remixes) (Dancesmash op Radio 538).
Tiësto werd door Walt Disney benaderd om een van de belangrijke thema's uit de eerste film opnieuw te uitbrengen in een remix, naar aanleiding van de film Pirates of the Caribbean: Dead  Man's Chest als promotie voor de vervolgfilm. De single werd door Walt Disney Records geproduceerd en door EMI Records gedistribueerd. Het nummer werd ook uitgebracht op het album Elements of Life van Tiësto en de sountrack Pirates of the Caribbean: Dead Man's Chest van Hans Zimmer.

### Tracklist
1. He's a Pirate (Tiësto Radio Edit) (4:05)
2. He's a Pirate (Tiësto Remix) (7:03)
3. He's a Pirate (Tiësto Orchestral Remix) (7:03)
4. Hans Zimmer - Jack Theme Suite (New Score Cue from Pirates of the Caribbean: Dead Man's Chest) (6:11)

### Hitnoteringen

#### Nederlandse Top 40
| Hitnotering: 15 juli 2006 t/m 4 november 2006 | Hitnotering: 15 juli 2006 t/m 4 november 2006 | Hitnotering: 15 juli 2006 t/m 4 november 2006 | Hitnotering: 15 juli 2006 t/m 4 november 2006 | Hitnotering: 15 juli 2006 t/m 4 november 2006 | Hitnotering: 15 juli 2006 t/m 4 november 2006 | Hitnotering: 15 juli 2006 t/m 4 november 2006 | Hitnotering: 15 juli 2006 t/m 4 november 2006 | Hitnotering: 15 juli 2006 t/m 4 november 2006 | Hitnotering: 15 juli 2006 t/m 4 november 2006 | Hitnotering: 15 juli 2006 t/m 4 november 2006 | Hitnotering: 15 juli 2006 t/m 4 november 2006 | Hitnotering: 15 juli 2006 t/m 4 november 2006 | Hitnotering: 15 juli 2006 t/m 4 november 2006 | Hitnotering: 15 juli 2006 t/m 4 november 2006 | Hitnotering: 15 juli 2006 t/m 4 november 2006 | Hitnotering: 15 juli 2006 t/m 4 november 2006 | Hitnotering: 15 juli 2006 t/m 4 november 2006 | Hitnotering: 15 juli 2006 t/m 4 november 2006 |
| Week:                                         | 1                                             | 2                                             | 3                                             | 4                                             | 5                                             | 6                                             | 7                                             | 8                                             | 9                                             | 10                                            | 11                                            | 12                                            | 13                                            | 14                                            | 15                                            | 16                                            | 17                                            |                                               |
| --------------------------------------------- | --------------------------------------------- | --------------------------------------------- | --------------------------------------------- | --------------------------------------------- | --------------------------------------------- | --------------------------------------------- | --------------------------------------------- | --------------------------------------------- | --------------------------------------------- | --------------------------------------------- | --------------------------------------------- | --------------------------------------------- | --------------------------------------------- | --------------------------------------------- | --------------------------------------------- | --------------------------------------------- | --------------------------------------------- | --------------------------------------------- |
| Positie:                                      | 18                                            | 10                                            | 6                                             | 5                                             | 6                                             | 7                                             | 5                                             | 6                                             | 11                                            | 12                                            | 12                                            | 18                                            | 19                                            | 20                                            | 21                                            | 24                                            | 31                                            | uit                                           |

#### VlaamseUltratop 50
| Hitnotering: 29 juli 2006 t/m 16 december 2006 | Hitnotering: 29 juli 2006 t/m 16 december 2006 | Hitnotering: 29 juli 2006 t/m 16 december 2006 | Hitnotering: 29 juli 2006 t/m 16 december 2006 | Hitnotering: 29 juli 2006 t/m 16 december 2006 | Hitnotering: 29 juli 2006 t/m 16 december 2006 | Hitnotering: 29 juli 2006 t/m 16 december 2006 | Hitnotering: 29 juli 2006 t/m 16 december 2006 | Hitnotering: 29 juli 2006 t/m 16 december 2006 | Hitnotering: 29 juli 2006 t/m 16 december 2006 | Hitnotering: 29 juli 2006 t/m 16 december 2006 | Hitnotering: 29 juli 2006 t/m 16 december 2006 | Hitnotering: 29 juli 2006 t/m 16 december 2006 | Hitnotering: 29 juli 2006 t/m 16 december 2006 | Hitnotering: 29 juli 2006 t/m 16 december 2006 | Hitnotering: 29 juli 2006 t/m 16 december 2006 | Hitnotering: 29 juli 2006 t/m 16 december 2006 | Hitnotering: 29 juli 2006 t/m 16 december 2006 | Hitnotering: 29 juli 2006 t/m 16 december 2006 | Hitnotering: 29 juli 2006 t/m 16 december 2006 | Hitnotering: 29 juli 2006 t/m 16 december 2006 | Hitnotering: 29 juli 2006 t/m 16 december 2006 | Hitnotering: 29 juli 2006 t/m 16 december 2006 |
| Week:                                          | 1                                              | 2                                              | 3                                              | 4                                              | 5                                              | 6                                              | 7                                              | 8                                              | 9                                              | 10                                             | 11                                             | 12                                             | 13                                             | 14                                             | 15                                             | 16                                             | 17                                             | 18                                             | 19                                             | 20                                             | 21                                             |                                                |
| ---------------------------------------------- | ---------------------------------------------- | ---------------------------------------------- | ---------------------------------------------- | ---------------------------------------------- | ---------------------------------------------- | ---------------------------------------------- | ---------------------------------------------- | ---------------------------------------------- | ---------------------------------------------- | ---------------------------------------------- | ---------------------------------------------- | ---------------------------------------------- | ---------------------------------------------- | ---------------------------------------------- | ---------------------------------------------- | ---------------------------------------------- | ---------------------------------------------- | ---------------------------------------------- | ---------------------------------------------- | ---------------------------------------------- | ---------------------------------------------- | ---------------------------------------------- |
| Positie:                                       | 39                                             | 34                                             | 28                                             | 22                                             | 13                                             | 14                                             | 12                                             | 10                                             | 12                                             | 12                                             | 12                                             | 13                                             | 15                                             | 16                                             | 15                                             | 15                                             | 19                                             | 34                                             | 37                                             | 37                                             | 39                                             | uit                                            |

## David Garrett
He's a Pirate is een nummer van de Duitse violist David Garrett. Deze versie komt het dichtst bij het origineel, dat op de soundtrack Pirates of the Caribbean: The Curse of the Black Pearl staat. Garrett werd bijgestaan door het Bulgarian Symphony Orchestra onder leiding van Ivan Kozhuharov. Overige credits: gitaar, keyboards en drums Frank van der Heijden. Het nummer staat ook op Garrett's album Encore dat is uitgebracht in oktober 2008.

### Tracklist
1. He's a Pirate (3:02)

## Rebel met Sidney Housen
Black Pearl (He's a Pirate) is een nummer van de Belgische DJ Rebel. Deze variatie van het nummer He's a Pirate werd in 2014 opnieuw uitgebracht als een dance versie en behaalde ook nog in andere landen de hitlijsten.
De bijbehorende videoclip is voorzien van een geanimeerde film, gebaseerd LEGO figuurtjes.

### Tracklist
1. Black Pearl (He's a Pirate) (Radio Edit) (3:20)
2. Black Pearl (He's a Pirate) (Original Extended Remix) (7:18)

### Hitnoteringen

#### VlaamseUltratop 50
| Hitnotering: 25 januari 2014 t/m 3 mei 2014 | Hitnotering: 25 januari 2014 t/m 3 mei 2014 | Hitnotering: 25 januari 2014 t/m 3 mei 2014 | Hitnotering: 25 januari 2014 t/m 3 mei 2014 | Hitnotering: 25 januari 2014 t/m 3 mei 2014 | Hitnotering: 25 januari 2014 t/m 3 mei 2014 | Hitnotering: 25 januari 2014 t/m 3 mei 2014 | Hitnotering: 25 januari 2014 t/m 3 mei 2014 | Hitnotering: 25 januari 2014 t/m 3 mei 2014 | Hitnotering: 25 januari 2014 t/m 3 mei 2014 | Hitnotering: 25 januari 2014 t/m 3 mei 2014 | Hitnotering: 25 januari 2014 t/m 3 mei 2014 | Hitnotering: 25 januari 2014 t/m 3 mei 2014 | Hitnotering: 25 januari 2014 t/m 3 mei 2014 | Hitnotering: 25 januari 2014 t/m 3 mei 2014 | Hitnotering: 25 januari 2014 t/m 3 mei 2014 | Hitnotering: 25 januari 2014 t/m 3 mei 2014 |
| Week:                                       | 1                                           | 2                                           | 3                                           | 4                                           | 5                                           | 6                                           | 7                                           | 8                                           | 9                                           | 10                                          | 11                                          | 12                                          | 13                                          | 14                                          | 15                                          |                                             |
| ------------------------------------------- | ------------------------------------------- | ------------------------------------------- | ------------------------------------------- | ------------------------------------------- | ------------------------------------------- | ------------------------------------------- | ------------------------------------------- | ------------------------------------------- | ------------------------------------------- | ------------------------------------------- | ------------------------------------------- | ------------------------------------------- | ------------------------------------------- | ------------------------------------------- | ------------------------------------------- | ------------------------------------------- |
| Positie:                                    | 33                                          | 17                                          | 11                                          | 13                                          | 17                                          | 17                                          | 21                                          | 24                                          | 26                                          | 27                                          | 23                                          | 37                                          | 48                                          | 45                                          | 50                                          | uit                                         |

## Hans Zimmer vs. Dimitri Vegas & Like Mike
He's a Pirates is een nummer van het Belgisch dj-duo Dimitri Vegas & Like Mike. Deze nieuwe dance versie werd in 2017 uitgebracht naar aanleiding van de film Pirates of the Caribbean: Dead Men Tell No Tales, ook bekend als Pirates of the Caribbean: Salazar's Revenge. Het nummer werd als bonustrack bij de muziekdownload van de soundtrack Pirates of the Caribbean: Dead Men Tell No Tales toegevoegd. Het nummer behaalde in Vlaanderen een hitnotering.
Disney die eerder met het duo hadden gewerkt toen Dimitri het personage van 'Fred' in de film Big Hero 6 insprak van de Vlaamse versie, kwamen naar hen toe met het idee voor de track.

### Tracklist
1. He's a Pirate (3:30)
2. He's a Pirate (VIP Mix) (4:15)
3. He's a Pirate (Extended Mix) (4:21)

### Hitnoteringen

#### VlaamseUltratop 50
| Hitnotering: 17 juni 2017 t/m 8 juli 2017 | Hitnotering: 17 juni 2017 t/m 8 juli 2017 | Hitnotering: 17 juni 2017 t/m 8 juli 2017 | Hitnotering: 17 juni 2017 t/m 8 juli 2017 | Hitnotering: 17 juni 2017 t/m 8 juli 2017 | Hitnotering: 17 juni 2017 t/m 8 juli 2017 |
| Week:                                     | 1                                         | 2                                         | 3                                         | 4                                         |                                           |
| ----------------------------------------- | ----------------------------------------- | ----------------------------------------- | ----------------------------------------- | ----------------------------------------- | ----------------------------------------- |
| Positie:                                  | 48                                        | 35                                        | 44                                        | 48                                        | uit                                       |

## Trivia
- Darter Noel Malicdem gebruikt het nummer als opkomstmuziek.